# Notiophanes
Notiophanes là một chi bướm đêm thuộc họ Arrhenophanidae, chỉ có một loài Notiophanes fuscata, đặc hữu Queensland, Úc. Nó chỉ biết đến từ một tiêu bản con cái duy nhất.
Tên chi tiết có gốc Hy Lạp notios (nghĩa là phương nam), cộng với gốc chi phanes (từ phaino, nghĩa là chiếu sáng hoắ xuất hiện), liên hệ với phân phố ở Úc.
The length of the forewing is about 27 mm. Con trưởng thành bay vào tháng 2, nhưng điều này có thể là một thời kỳ dài hơn.